# Rafael Gómez Nieto
Rafael Gómez Nieto (Adra, 29 de gener de 1921 - Estrasburg, 31 de març de 2020) fou un militar espanyol, membre de l'Exèrcit Republicà espanyol.

## Biografia
Gómez participà a la Guerra Civil espanyola, cridat a files per la Lleva del Biberó i enquadrat a l'Exèrcit Republicà espanyol, amb el qual participà a la batalla de l'Ebre.
Acabada la guerra, emigrà a França on fou internat al camp de refugiats de Sant Cebrià de Rosselló. Quatre mesos després pogué arribar a Algèria al costat del seu pare, que es trobava al camp d'internament d'Argelers. Després de la invasió del nord d'Àfrica per part de les potències aliades durant la Segona Guerra Mundial, passà a formar part de la 9a Companyia blindada de la 2a Divisió blindada de la França Lliure que, integrada per republicans espanyols, fou la primera unitat militar aliada que entrà a París després de la seva ocupació per la Wehrmacht.
Morí el 31 de març de 2020 en una residència geriàtrica d'Estrasburg (França), ciutat on visqué des de 1955, a causa del COVID-19 durant la pandèmia per coronavirus de 2019-2020.